# Dia malenconiós
Dia malenconiós (en neerlandès, De Sombere Dag), és una obra del pintor flamenc Pieter Brueghel el Vell, pertanyent al cicle de sis obres sobre els «Mesos» de l'any. Representaria els mesos de febrer i març. És un oli sobre taula, pintat l'any 1565. Mesura 118 cm d'alçada i 163 cm d'amplada. S'exhibeix actualment en el Museu d'Història de l'Art de Viena, Àustria. També es coneix com a Dia ombrívol, Dia ennuvolat o El dia ombrívol, fins i tot La tempestat.
L'escena del quadre s'ambienta al voltant del començament del calendari al voltant de gener, representat potser en la desolada atmosfera i els arbres sense fulles. La corona de paper al voltant del cap del nen que es refereix a l'Epifania i en menjar gofres que normalment es prenien en l'època del Carnestoltes abans de la quaresma. El cel, els vaixells xocant contra la riba, i els nens preparant-se en el primer pla suggereixen que arriba temps rigorós.
D'aquesta mateixa sèrie sobre els mesos queden altres quatre pintures, totes elles de l'any 1565:
- La collita del fenc (juny-juliol), Palau de Lobkowicz, al Castell de Praga
- Els segadors (agost-setembre), Metropolitan Museum of Art, Nova York
- El retorn del ramat (octubre-novembre), Museu d'Història de l'Art de Viena
- Els caçadors en la neu (desembre-gener), Museu d'Història de l'Art de Viena

Una sisena pintura, avui perduda, representaria els mesos d'abril i maig.